# Cantons dels Vosges
Els cantons dels Vosges (Gran Est) són 31 i s'agrupen en 3 districtes: 
- Districte d'Épinal (15 cantons - prefectura: Épinal) :
cantó de Bains-les-Bains - cantó de Bruyères - cantó de Charmes - cantó de Châtel-sur-Moselle - cantó de Darney - cantó de Dompaire - cantó d'Épinal-Est - cantó d'Épinal-Oest - cantó de Monthureux-sur-Saône - cantó de Plombières-les-Bains - cantó de Rambervillers - cantó de Remiremont - cantó de Saulxures-sur-Moselotte - cantó du Thillot - cantó de Xertigny

- Districte de Neufchâteau (7 cantons - sotsprefectura: Neufchâteau) :
cantó de Bulgnéville - cantó de Châtenois - cantó de Coussey - cantó de Lamarche - cantó de Mirecourt - cantó de Neufchâteau - cantó de Vittel

- Districte de Saint-Dié-des-Vosges (9 cantons - sotsprefectura: Saint-Dié-des-Vosges) :
cantó de Brouvelieures - cantó de Corcieux - cantó de Fraize - cantó de Gérardmer - cantó de Provenchères-sur-Fave - cantó de Raon-l'Étape - cantó de Saint-Dié-des-Vosges-Est - cantó de Saint-Dié-des-Vosges-Oest - cantó de Senones